# Grewia leucophylla
Grewia leucophylla är en malvaväxtart som beskrevs av René Paul Raymond Capuron. Grewia leucophylla ingår i släktet Grewia och familjen malvaväxter. Inga underarter finns listade i Catalogue of Life.